# Knallkrebse
Die Knallkrebse (Alpheidae), auch Pistolenkrebse, sind eine sehr artenreiche Garnelenfamilie aus der Teilordnung der Caridea. Sie sind überwiegend in den Tropen und Subtropen verbreitet, wobei besonders viele Arten in Korallenriffen leben, dringen aber mit einigen Arten bis in gemäßigte Breiten vor. Wenige Arten leben auch in Brackwasser, vier Arten sogar in Süßwasser.
Alle Alpheidae sind bodenlebend (benthisch) und schlechte Schwimmer. Sie kommen in einer großen Formenfülle von Küstenlebensräumen (Litoral), wie z. B. Mangrovenwäldern, bis in die Tiefsee vor. Viele Arten leben als Einmieter (Inquilinen) oder symbiotisch in oder auf großen Organismen wie z. B. Schwämmen, Seesternen, Polypen von Nesseltieren, andere leben in Gemeinschaft mit Fischen (Grundeln) und anderen Krebsen.

## Körperbau
Die Alpheidae ähneln in ihrer generellen Körpergestalt anderen garnelenartigen Decapoda. Ihr Rumpf ist von einem Panzer (Carapax) umhüllt, der nach vorn in einen dornartigen Fortsatz, das Rostrum, verlängert ist (kann in seltenen Fällen auch fehlen). Besonderheit der Alpheidae sind zwei weitere, seitliche Fortsätze des Carapax, welche die gestielten Augen schützen. Diese Orbitaldeckel sind für die Unterscheidung der Arten sehr bedeutsam. Der Hinterleib ist wie bei den meisten Decapoda sehr muskulös und nach unten gekrümmt. Am Ende sitzt ein Schwanzfächer. Durch plötzliches Einkrümmen des Hinterleibs können sich die Tiere beim Annähern von Fressfeinden nach hinten wegkatapultieren (die sogenannte Fluchtreaktion). Am Kopf der Alpheidae sitzen zwei Scheren (Chela), die aus einem massiven Grundglied und einem kleineren, darauf sitzenden Scherenfinger bestehen. Die Scheren sind bei einigen Arten klein und symmetrisch. Bei vielen Arten ist, meist nur im männlichen Geschlecht (Sexualdimorphismus), eine der Scheren stark vergrößert. Diese Schere kann so groß sein, dass ihre Masse beinahe diejenige des restlichen Körpers erreicht. Die vergrößerte Schere dient zum Kampf mit Artgenossen und zur Abwehr von Fressfeinden, zur Ernährung wird hier überwiegend die zweite, kleinere Schere genutzt. Einige Arten verwenden die vergrößerte Schere auch zum Graben, um Wohnhöhlen zu bauen, wobei sowohl weicher Schlamm als auch harter Korallenkalk ausgehoben wird. Ob die rechte oder die linke Schere vergrößert ist, scheint nicht fixiert zu sein, es kommen beide Formen nebeneinander vor. Es kommen aber auch Arten mit zwei, dann allerdings nicht so extrem vergrößerten Scheren vor. Bei einigen Arten sind die Scheren in beiden Geschlechtern vergrößert. Im Leben werden die Scheren je nach Art entweder nach vorn gestreckt oder nach unten eingeschlagen getragen, bei einigen Gattungen ist die Schere gedreht (der Scherenfinger auf der Bauchseite). Nur bei den Gattungen Alpheus und Synalpheus, die allerdings beide sehr artenreich sind, ist die Schere so modifiziert, dass damit die charakteristischen Knallgeräusche erzeugt werden können.
Bei den Alpheidae kommen vor allem in der Gattung Alpheus Arten mit stark verkalktem Integument vor, die dadurch ein hummerartiges Aussehen erhalten. Viele Arten besitzen allerdings eine sehr zarte, häufig völlig durchsichtige Körperhülle, die innere Organe und die Eier durchscheinen lässt. Viele Arten sind leuchtend farbig, zum Teil mehrfarbig gefärbt und dadurch in der Aquaristik begehrt.

## Knallerzeugung
Der deutsche Name leitet sich davon ab, dass viele Arten mit einer ihrer beiden Scheren ein sehr lautes Geräusch erzeugen können. Grundlage des Mechanismus ist ein Zahn am Scherenfinger (Dactylus), der beim Zuklappen der Schere in eine passende Höhlung des Grundglieds (Pollex) eingeführt wird. Die Bewegung wird bei Alpheus außerdem durch einen Sperrmechanismus beeinflusst. Auf beiden Scherengliedern sitzen runde Platten mit sehr glatter Oberfläche. Diese stoßen bei geöffneter Schere aneinander. Durch Adhäsionskräfte wird dadurch die Schere im geöffneten Zustand fixiert und kann nur mit erheblichem Kraftaufwand geschlossen werden. Durch die freigesetzte Energie beim Öffnen des Sperrmechanismus resultiert eine extrem schnelle, beinahe explosionsartige Bewegung, die die Schallerzeugung massiv verstärkt. Die Krebse stoßen beim Schließen der Knallschere blitzschnell einen Wasserstrahl aus, der eine Kavitationsblase bildet, welche mit einem sehr lauten Knall implodiert. Nach Modellrechnungen bildet sich an der Grenzfläche des Wasserstrahls zum umgebenden Wasser eine torusförmige Kavitationsblase, bei deren Kollaps ein Druckimpuls von 10 bar (im direkten Umfeld 80 bar) entsteht.  Dabei kommt es zu einem Sonolumineszenz-Phänomen (von Detlef Lohse und Koautoren Shrimpolumineszenz genannt), dem Erzeugen eines Lichtblitzes durch Implosion der Kavitationsblasen, wobei Temperaturen von über 5000 Kelvin gemessen wurden. Diese Waffe setzen sie als Warnung, im Kampf mit Artgenossen, beim Beutefang oder zur innerartlichen Kommunikation ein. Die Krebse wurden während des Zweiten Weltkriegs bekannt, als sie die Sonarortungen des Militärs durch ihre Knallgeräusche störten. Kleine Krabben, Würmer und kleine Fische können durch den Druck betäubt werden.
Es ist bis heute nicht gelungen, bei den Krebsen ein Organ der Schallwahrnehmung zu finden. Möglicherweise ist der Sinn des Mechanismus mehr in der Erzeugung des Wasserstrahls zu suchen, und die Lauterzeugung selbst ist nur ein Nebeneffekt. Die Wasserstrahlen werden gezielt auch auf Artgenossen gerichtet und dienen nachweislich auch zur innerartlichen Kommunikation. Ein ähnliches Verhalten ist auch bei Fangschreckenkrebsen (Stomatopoda) bekannt.

## Fortpflanzung
Die meisten Alpheidae tragen ihre Eier an die Pleopoden geklebt bis zum Schlupf mit sich, ein häufiges Verhaltensmuster bei den Decapoden. Bei den meisten Gruppen schlüpfen daraus, wie in der Verwandtschaftsgruppe üblich, schwimmende (planktonische) Larvenstadien, die nach der Metamorphose zu Jungkrebsen mit adulter Morphologie zur benthischen Lebensweise übergehen. Einige Gruppen, insbesondere innerhalb der Gattung Synalpheus besitzen stattdessen direkte Entwicklung. Hier werden die Larvenstadien innerhalb der Eihülle durchlaufen, es schlüpfen danach sofort Jungkrebse mit einer den Adulti entsprechenden Morphologie. Die Alpheidae sind getrenntgeschlechtlich, parthenogenetische Fortpflanzung scheint nicht vorzukommen. Die Weibchen besitzen keine Speicherorgane für Spermien, so dass jedes Eipaket direkt befruchtet werden muss. Zumindest einige Arten, möglicherweise sogar viele, sind fakultative oder obligate protandrische Zwitter. Das bedeutet, dass ein Teil oder alle Individuen zunächst Männchen sind, sich aber bei späteren Häutungen zu Weibchen umwandeln. Diese Verhältnisse sind bei Decapoda nicht ungewöhnlich und aus zahlreichen Verwandtschaftsgruppen belegt. Ungewöhnlicher ist es, dass sich bei einigen Arten anscheinend die größten Individuen in Männchen zurückverwandeln können.
Viele Arten der Alpheidae leben in dauerhafter, monogamer Paarbeziehung aus einem Weibchen und einem Männchen in einem gemeinsamen Schlupfwinkel zusammen.

## Verhalten, Sozialität
Einige Angehörige dieser Familie leben mit Grundeln, Seeanemonen oder Seegurken in Symbiose. Sie werden deshalb auch Symbiosegarnelen genannt. Synalpheus carinatus und Synalpheus stimpsoni und einige ausschließlich indopazifische Arten leben mit Haarsternen, wobei es von letzten mehrere Farbvarianten gibt, angepasst an die Färbung des Wirtes.
Im Jahr 1996 entdeckte der amerikanische Meeresbiologe J. Emmett Duffy vom Virginia Institute of Marine Science, dass der Knallkrebs Synalpheus regalis ein staatenbildendes eusoziales Tier ist. Inzwischen wurde soziales Verhalten bei einer Reihe verwandter Arten, die alle in der Karibik an Schwämmen leben, ebenfalls gefunden. Bis zu 350 Einzeltiere leben im Innern von Schwämmen. Die Schwämme bilden auch die Nahrungsgrundlage der Art, die deshalb als Parasit klassifiziert werden kann. Ob der Wirtsorganismus dadurch nennenswerten Schaden davonträgt, ist bisher nicht geklärt. Viele Arten sind wirtsspezifisch bei einer einzigen Schwammart.
Jede Kolonie besteht aus einem einzigen reproduktiven Paar (Königin und König) und dessen Nachwuchs und besiedelt einen Schwammorganismus. Der Schwamm wird gegen eindringende Artgenossen oder Angehörige verwandter Arten verteidigt. Die Nachkommen entwickeln sich vermutlich zu Männchen (dies ist schwierig zu entscheiden, da bei Synalpheus-Männchen keine äußeren Anzeichen für die Geschlechtsreife bestehen). Sie paaren sich innerhalb der Kolonie nicht weiter. Durch DNS-Untersuchungen wurde klar, dass die Inzuchtrate innerhalb der Kolonien sehr gering ist. Dies schließt direkte Paarungen der Nachkommen aus. Die Jungtiere entwickeln sich direkt und verbleiben im Schwammorganismus. Wie die Verbreitung und Befruchtung erfolgt, ist noch nicht geklärt. Vermutlich sind allerdings die Männchen das Ausbreitungsmedium. Frei lebende Tiere sind im Lebensraum allerdings nur extrem selten anzutreffen. Als protandrische Zwitter können sich Männchen später zu Weibchen umwandeln. Einige der Tiere innerhalb der Kolonie wandeln sich zu einer Form mit besonders großen Chelae um. Diese zeichnen sich durch besondere Aggressivität gegenüber Eindringlingen aus. Analog zu sozialen Insekten wie  Ameisen und Termiten werden sie als Soldaten bezeichnet. Eine Arbeiter-Kaste im eigentlichen Sinn fehlt bei Synalpheus; alle Tiere ernähren sich unabhängig voneinander vom Schwammgewebe. Es gibt keine gegenseitige Fütterung.
Die Kolonien von Synalpheus sind das erste und bisher einzige bekannte Beispiel von Staatenbildung bei einem im Meer lebenden Tier und bis heute die einzigen eusozialen Krebse. Die Tiere sind, anders als die sozialen Hautflügler, aber ebenso wie die Termiten, in beiden Geschlechtern diploid. Die Entstehung der Sozialität weicht hier also offensichtlich von dem vertrauten Mechanismus in Hymenopterenstaaten ab, wo man sie meist durch die besonders enge Verwandtschaft der Weibchen untereinander erklärt, was deren inklusive Fitness beim Aufziehen von Schwestern steigert. Ähnlich wie bei sozial lebenden Blattläusen und Fransenflüglern ist hierfür ein besonderes Modell für die Evolution abgeleiteten Sozialverhaltens aufgestellt worden, das auf dem hohen Wert einer verteidigungsfähigen Ressource (hier eines Schwammorganismus) beruht, der als Festung gegenüber Artgenossen und verwandten Arten monopolisiert werden kann. Begünstigend für die Evolution von Sozialverhalten könnte es gewesen sein, dass in direkter Konfrontation große Gruppen gegenüber kleineren Kolonien bevorzugt sind, wodurch sich bei anderen Arten sogar gemeinsame Koloniegründungen nicht verwandter Individuen (Pleometrosis) entwickelt hat. Diese Mutualismus-Hypothese betont den Wert von kooperativem Verhalten auch in Abwesenheit von Besonderheiten der Verwandtenselektion. Von Bedeutung war vermutlich auch die direkte Entwicklung der Krebse, da hierbei verwandte Individuen nahe beieinander bleiben, während sie bei planktonischer Larvalentwicklung weit verstreut werden.

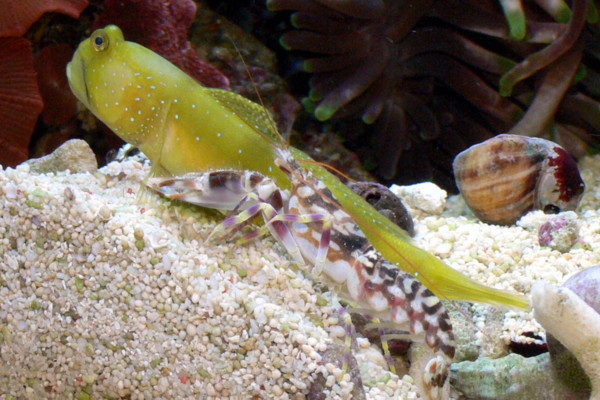
Partnergrundel mit Knallkrebs

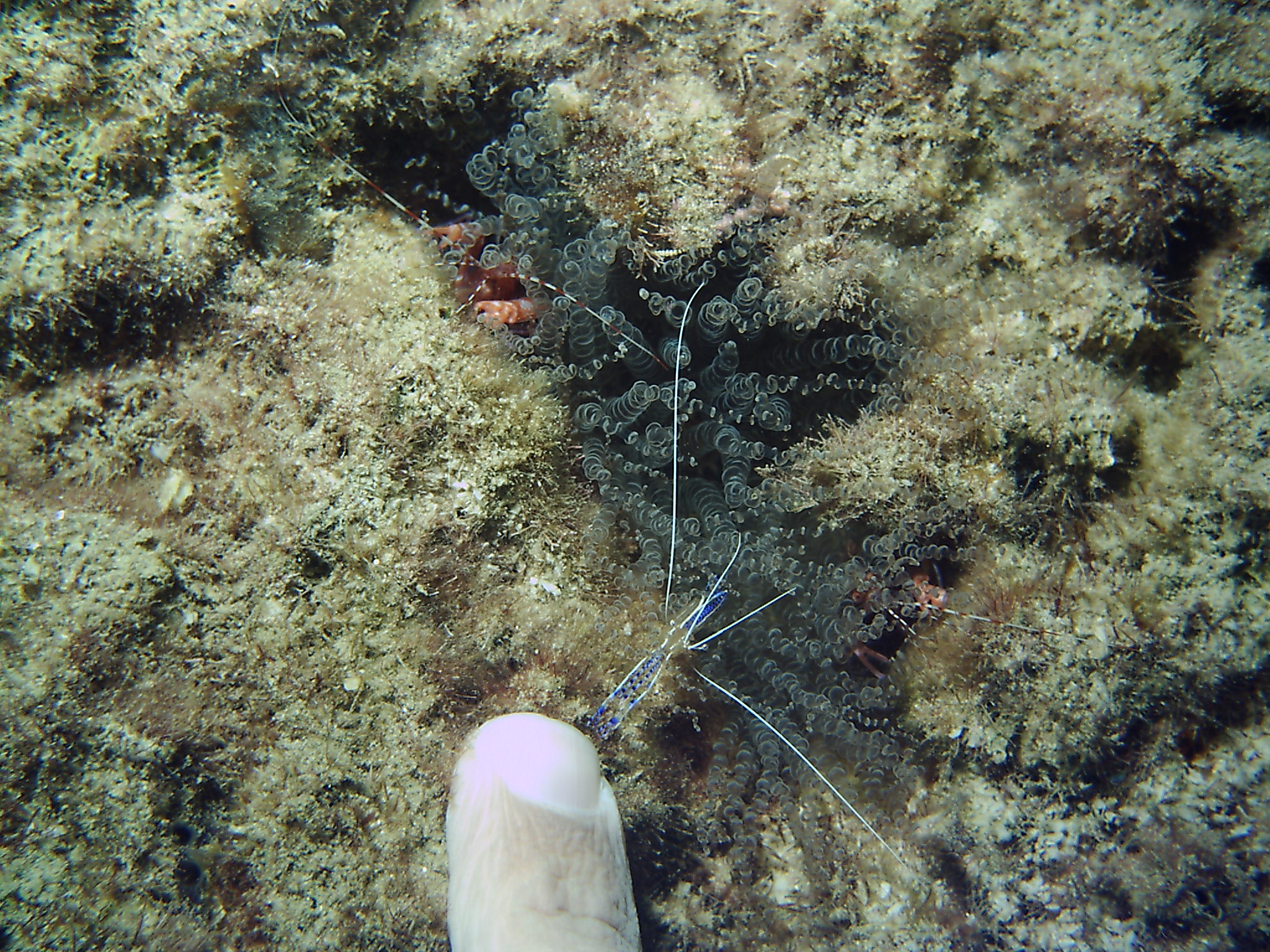
Seeanemone, neben der die Scheren und Fühler symbiotischer Knallkrebse zu sehen sind. Vorne am Finger eine Partnergarnele.

## Systematik
Sowohl morphologische als auch DNA-Untersuchungen haben bestätigt, dass die Alpheidae eine monophyletische Abstammungsgemeinschaft bilden. Schwestergruppe innerhalb der Überfamilie Alpheoidea ist vermutlich die Familie Ogyrigidae. Einige morphologisch urtümliche Gattungen wie Yagerocaris, Potamalpheops und Stenalpheops besitzen keine vergrößerten Scheren, sie erinnern an Hippolytidae (Putzergarnelen). Die höheren Alpheidae, die Gattungen Alpheus und Synalpheus, sind Schwestergattungen. Dies deutet darauf hin, dass der charakteristische Knallmechanismus evolutionär nur einmal entstanden ist.
Die Familie Alpheidae umfasst mehr als 600 beschriebene Arten in 36 Gattungen. Diese Artenzahl ist allerdings nur ein ungefährer, unterer Schätzwert, weil nach wie vor jedes Jahr neue Arten beschrieben werden. Außerdem sind in zahlreichen Gattungen morphologisch schwer oder gar nicht unterscheidbare kryptische Arten bekannt geworden, die sich zum Teil anhand ihres Verhaltens oder subtiler Färbungsunterschiede differenzieren lassen. Andere sind bisher nur anhand ihrer DNS-Sequenzen differenzierbar.

### Gattungen
- Alpheopsis
- Alpheus
  - Alpheus heterochaelis
  - Augenfleck-Knallkrebs (Alpheus soror)
- Athanas
- Automate
- Bannereus
- Betaeus
- Deioneus
- Leptalpheus
- Metabetaeus
- Potamalpheops
- Salmoneus
- Synalpheus
  - Synalpheus chacei (eusozial)
  - Synalpheus filidogitus (eusozial)
  - Synalpheus pinkfloydi
  - Synalpheus regalis (eusozial)

Incertae sedis
- Pterocaris
- Yagerocaris